# Stiftung Eben-Ezer
Die Stiftung Eben-Ezer mit Sitz im lippischen Lemgo in Nordrhein-Westfalen ist eine deutsche diakonische Einrichtung für Menschen mit geistiger Behinderung und Menschen mit psychischen Beeinträchtigungen.

## Beschreibung
In den verschiedenen Standorten der Einrichtung werden rund 1000 Kinder, Jugendliche und erwachsene Menschen mit geistiger Behinderung betreut. Der Sitz der Verwaltung der Stiftung Eben-Ezer befindet sich in Lemgo, Volkeningweg 2–4. Die differenzierten Wohnangebote für Menschen mit Behinderungen und psychosozialem Unterstützungsbedarf befinden sich im Kreisgebiet Lippe. Dazu zählen auch Angebote für Kinder und Jugendliche. Seit einigen Jahren ist Eben-Ezer auch im Bereich der Jugendhilfe tätig. Zu Eben-Ezer gehören 20 Kindertageseinrichtungen sowie drei Schulen:
- Die Förderschule auf dem Gelände Neu Eben-Ezer. Sie trägt den Namen des Stiftungsgründers und Lehrers Simon August Topehlen.
- Das Berufskolleg Eben-Ezer bildet Heilerziehungspfleger, Sozialassistenten, Heilpädagogen sowie Erzieher aus. Am Beruflichen Gymnasium unter dem Dach des Kollegs kann man mit der Erzieher-Ausbildung auch die Allgemeine Hochschulreife erwerben.
- Die Ostschule in der Innenstadt von Lemgo ist eine inklusive Grundschule.

Die Anerkennung als rechtsfähige evangelische Stiftung privaten Rechts erfolgte im Jahr 1979 durch den Beschluss des Landeskirchenrates der Lippischen Landeskirche. Die Stiftung ist als evangelische Einrichtung dem Diakonischen Werk der Lippischen Landeskirche und somit dem Diakonischen Werk der Evangelischen Kirche in Deutschland als anerkanntem Spitzenverband der freien Wohlfahrtspflege angeschlossen.
Das Stiftungsvermögen setzt sich zusammen aus dem Grundeigentum (einschließlich Gebäuden), aus den Einnahmen aus Pflegegeldern, Spenden und Zuwendungen Dritter sowie aus den Einnahmen aus sonstigen Zahlungen für Sach- oder Dienstleistungen. Das Stiftungsvermögen ist an gemeinnützige Zwecke gebunden und muss ungeschmälert erhalten bleiben.

## Geschichte

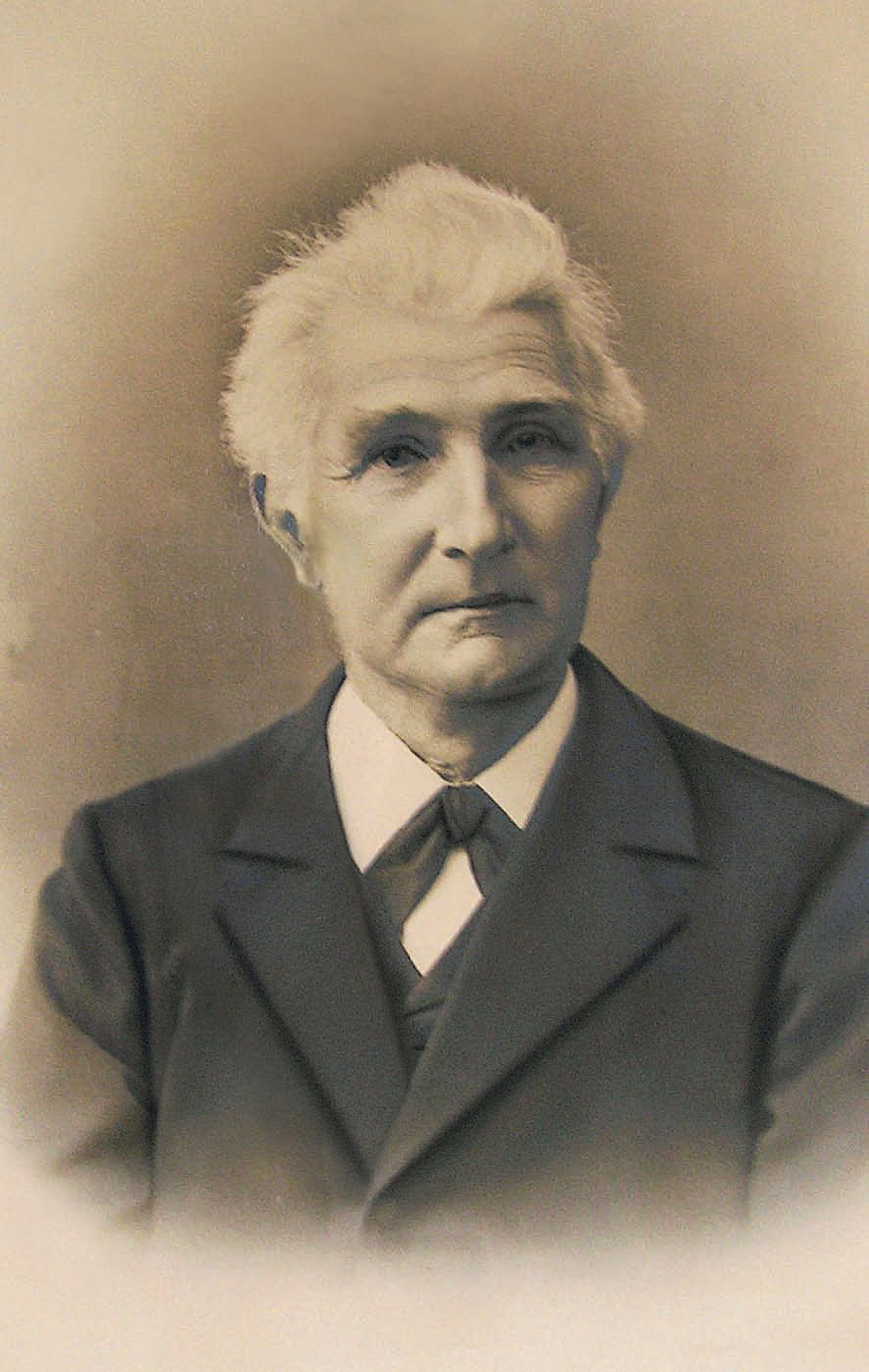
Simon August Topehlen (1832–1904)

„Eben-Ezer“ ist eine Stätte im Alten Testament (1 Sam 7,12 ) und bedeutet Stein der Hilfe (Gottes).
Die Anfänge der Stiftung Eben-Ezer lassen sich auf den aus Wüsten stammenden Lehrer Simon August Topehlen (1832–1904) zurückführen. Er wurde durch die Erweckungsbewegung seiner Zeit geprägt. Mitte des 19. Jahrhunderts gerieten die behinderten Kinder und Jugendlichen zunehmend in das Blickfeld der Kirchen und Behörden und so kam es, dass Topehlen im Jahr 1862 ein „blödsinniges“ Mädchen namens Henriette Ludolph anvertraut wurde. Topehlen sollte versuchen, Henriette nach pädagogischen Maßstäben zu erziehen und ihr eine angemessene Schulbildung zuteilwerden zu lassen. Das Jahr 1862 gilt seitdem als Gründungsjahr Eben-Ezers, obschon die Verfasstheit als Anstalt erst neun Jahre später erfolgte.
Trotz der Hilfe seiner Schwester Lina Topehlen gelang es ihm nicht, die Forderungen der Behörden zu erfüllen, und die finanziellen Mittel der fürstlichen Leihkasse wurden gestrichen.
Topehlen und anderen, darunter der Landwirt Jobstharde und engagierte Pastoren, gelang es dennoch, im Jahr 1871 die „Anstalt für Blödsinnige“ zu gründen, in der behinderte Menschen auf pädagogische Art und Weise einer Schulbildung zugeführt werden sollten. Er übernahm im Jahr 1887 die Leitung der Anstalt, heute als Standort „Alt Eben-Ezer“ bekannt, von seiner Schwester Lina Topehlen.
Bis zu seinem Tod im Jahr 1904 leitete Simon August Topehlen die Anstalt und widmete seine ganze Kraft weiterhin den Belangen der behinderten Menschen.
In den Folgejahren wuchs die Anstalt rasch an und so konnte dort im Jahr 1912 ein eigenes Landwirtschaftsgebäude errichtet werden, nicht nur um eine gesicherte und unabhängige Versorgung mit Lebensmitteln zu gewährleisten, sondern auch um den behinderten Menschen einen Arbeitsplatz und somit einen „normalen“ Tagesablauf zu ermöglichen.

### Zeit des Nationalsozialismus
Während des Zweiten Weltkrieges stieg die Anzahl der Bewohner der Anstalt vor allem zum Ende des Krieges und in den Nachkriegsjahren von 300 auf fast 800 an. Die räumliche Enge und der Wunsch der Stadt Lemgo, Industrie auf der Fläche des alten „Landhofes“ anzusiedeln, bedingten den Ankauf von Flächen auf der „Luherheide“ im Norden Lemgos.
Am 8. April 1937 wurden über 67 meist junge Bewohner der Anstalt auf Anordnung des Oberpräsidenten des Provinzialverbandes in Münster in die Provinzial-Heilanstalt Warstein, die die Funktion einer Zwischenanstalt hatte, verlegt. Von einigen der Patienten sind die Biografien bekannt. 36 von ihnen wurden nachweislich ermordet.

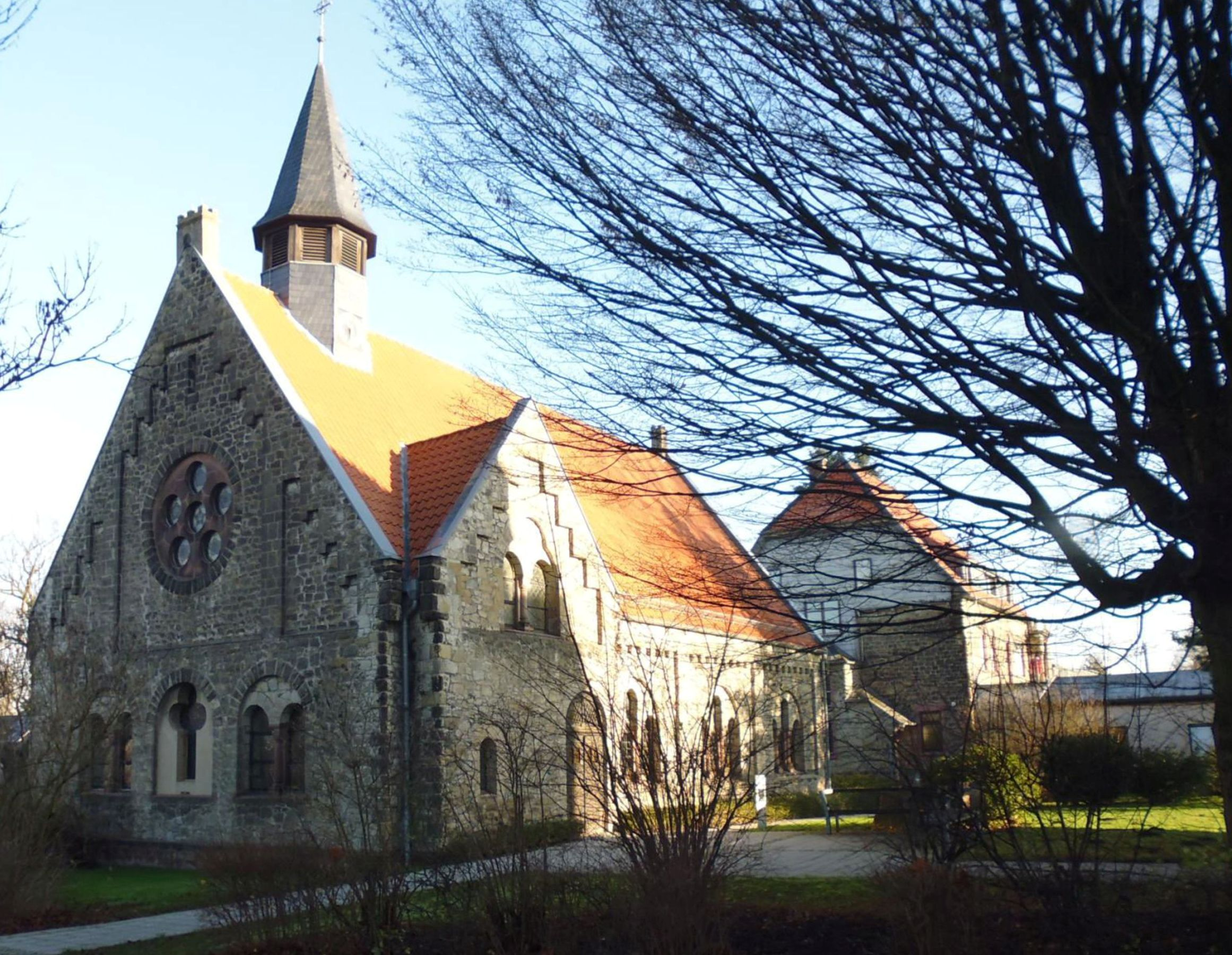
Alt Eben-Ezer mit Kapelle im Vordergrund, 2015

### Nachkriegszeit
Ab 1949 war der bekannte Arzt Max Otto Bruker Ärztlicher Leiter.
Mit dem Bau des „Meierhofes“ auf der neu erworbenen Fläche im Jahr 1950 vollzog sich ein Wandel in der räumlichen Orientierung Eben-Ezers.
Die Grundsteinlegung für den Standort „Neu Eben-Ezer“ fand im Jahr 1957 statt. Hier befindet sich bis heute der Verwaltungsstandort der Stiftung, die sich seit den 1990er Jahren zunehmend dezentral aufgestellt hat. Mit dem Umzug, der in den 1960er Jahren begann, sollte ursprünglich die Auflösung des Standortes „Alt Eben-Ezer“ an der Lageschen Straße verbunden sein. Dies wurde jedoch aufgrund von weiterhin hohem Kapazitätsbedarf verworfen und der Standort ist der Stiftung bis heute erhalten geblieben.
Seitdem wurden zahlreiche neue Wohnheime, Werkstätten, Schulen und weitere Gebäude zur Freizeitgestaltung und Förderung in verschiedenen Ortsteilen um Lemgo herum und im gesamten Kreisgebiet Lippes errichtet und ausgebaut.

## Bereiche der Stiftung

### Geschäftsbereich Wohnen und der Bereich Kinder und Jugendliche
Der Geschäftsbereich Wohnen umfasst neben den stationären Wohnformen auch die Wohnungen und Wohngemeinschaften, in denen die Menschen mit Unterstützungsbedarf je nach Hilfebedarf unterschiedlich intensiv ambulant betreut werden. Die Wohnangebote der Stiftung verteilen sich über das Stadtgebiet Lemgos, die Städte Bad Salzuflen, Lage und Detmold. In der Gemeinde Leopoldshöhe befindet sich eine heilpädagogische Wohngemeinschaft für Kinder.
Zum Bereich Kinder und Jugendliche gehören der Wohnverbund für Kinder und Jugendliche, die Angebote im Rahmen der Jugendhilfe, die Topehlen-Schule sowie die Ostschule und die Kindertageseinrichtungen mit Familienzentren.

### eeWerk
Die Arbeitsbereiche von eeWerk, einer Werkstatt für behinderte Menschen, gliedern sich unter anderem in Holzbearbeitung, Industrie- und Elektromontage, Landwirtschaft und Hauswirtschaft. Viele der Produkte können in der Hauptwerkstatt auf dem Gelände von Neu Eben-Ezer direkt vor Ort begutachtet und gekauft werden. Beliebt ist auch der online-shop. Arbeitsplätze für Menschen mit Behinderungen werden auch auf dem Meierhof angeboten. Der landwirtschaftliche Betrieb gehörte bis 2019 zum sogenannten grünen Bereich von eeWerk, ist inzwischen aber verpachtet. Seit 2020 betreibt Eben-Ezer die Hofmolkerei auf dem Meierhof und ein Logistikzentrum für regionale Lebensmittel als Inklusisonunternehmen. Ein zweites Inklusionsunternehmen, in dem Menschen mit Unterstützungsbedarf sozialversicherungspflichtig arbeiten, ist die „Liemer Lilie gGmbH“.
eeWerk hieß bis März 2015 WfbM (Werkstatt für behinderte Menschen). Aus den Reihen der Beschäftigten mit Behinderung kam der Wunsch nach einem neuen Namen und in einem gemeinsamen Prozess entstand dieser neue Name, der als Abkürzung die Begriffe Eben-Ezer und Werkstatt enthält.

### Grundschule der Stiftung Eben-Ezer (Ostschule)
Die Ostschule ist eine inklusive Grundschule der Stiftung Eben-Ezer.

### Topehlen-Schule
Die nach dem Gründer Eben-Ezers, Simon August Topehlen, benannte Schule ist eine Förderschule mit dem Förderschwerpunkt „geistige Entwicklung“.

### Medizinisch-Psychologisch-Therapeutischer Bereich
Der Medizinisch-Psychologisch-Therapeutische Bereich ist ein in die Einrichtung integrierter Dienst, der unter anderem über eine Spezialambulanz für Behindertenmedizin verfügt. Dieser Dienst lässt sich auch von Menschen mit Behinderungen nutzen, die nicht der Stiftung Eben-Ezer angehören.
Der Bereich umfasst die fachärztlichen Dienste Allgemeinmedizin, Psychiatrie, Neurologie: Therapeutische Praxen und ein psychologischer Dienst gehören mit zum Angebotsspektrum.

### Berufskolleg der Stiftung Eben-Ezer
Die Stiftung Eben-Ezer verfügt über ein Berufskolleg, welches praxisintegrierte Ausbildungen zum Heilerziehungspfleger und Erzieher anbietet. Ebenso werden Ausbildungen zum Sozialassistenten, Heilpädagogen sowie zum Erzieher kombiniert mit der allgemeinen Hochschulreife (Abitur) angeboten.

### Haus der Vielfalt
Das Haus der Vielfalt beheimatet eine Kunstwerkstatt und das „Café Vielfalt“. Die Kunstwerkstatt ist ein offenes Angebot für Menschen mit Behinderungen, um sich künstlerisch zu erproben. Das Café Vielfalt ist ein öffentliches Café, in dem gleichermaßen behinderte und nicht behinderte Menschen beschäftigt sind.

### Kindertageseinrichtungen
Seit 2011 die erste Kindertageseinrichtung in die Trägerschaft Eben-Ezers kam, ist ihre Zahl inzwischen auf 24 angewachsen. Es handelt sich um Kindertageseinrichtungen aus Gemeinden der Lippischen Landeskirche.

## Sonstiges
- Die Qualität der Bio-Rohmilch des Meierhofes wurde auf der BioFach 2010 als hervorragend ausgezeichnet.[9]
- Der Medizinisch-Therapeutisch-Psychologische Bereich verfügt über ein eigenes „Snoezelenzentrum“, welches auch überregional von Nichtangehörigen der Stiftung genutzt wird.
- Der Wohnverbund Stapelage verfügt mit dem „Tierprojekt ANIMAL“ über einen Betrieb für Therapeutisches Reiten, welcher auch von Nichtangehörigen der Stiftung genutzt werden kann.
- Irmgard Wiel: Simon August Topehlen und sein Werk – Ein Beitrag zur Geschichte der Heilerziehungs- und Pflegeanstalt Eben Ezer in Lemgo (Lippe); Erich Breschel (Hrsg.), Schriften zur Sonderpädagogik, Dortmund, 1970
- Leben in Vielfalt: Leitbild, Grundlagen und Ziele für die Dienste der Stiftung Eben-Ezer, Lemgo
- Jahresbericht 2014, Diakonie für ein Leben in Vielfalt, Stiftung Eben-Ezer
- Das Waisenhaus von 1759 im Herzogtum Pfalz-Zweibrücken und die Blödenanstalt Eben-Ezer von 1871 in der Grafschaft Lippe; Konrad Krimm (Hrsg.), Armut und Fürsorge in der frühen Neuzeit, Sigmaringen, 2011